# Drepanostachyum kurzii
Drepanostachyum kurzii är en gräsart som först beskrevs av James Sykes Gamble, och fick sitt nu gällande namn av Pandey och D.N.Tewari. Drepanostachyum kurzii ingår i släktet Drepanostachyum och familjen gräs. Inga underarter finns listade i Catalogue of Life.